# Mutsaard
Mutsaard ou Mutsaert, est un hameau qui est situé en grande partie sur Laeken dans la commune de la ville de Bruxelles et se prolonge également un peu sur les communes avoisinantes de Vilvorde et Grimbergen (Strombeek-Bever). En effet, c'est un ancien hameau, dont le centre historique est la place du Mutsaert, qui se trouve au croisement des frontières des trois communes susmentionnées. Le village de Mutsaard forme actuellement une seule aire urbaine avec Neder-over-Heembeek, Strombeek, Beauval et Koningslo, mais historiquement, il s'agit de six hameaux différents.
Mutsaard, parfois aussi appelé quartier des Pagodes, quartier de la tour japonaise ou quartier De Wand, désigne aussi le quartier qui correspond à la partie bruxelloise du hameau situé entre Laeken et Neder-over-Heembeek, faisant partie en grande majorité de l'ancienne commune de Laeken (donc de code postal 1020). Il se compose également d'un morceau de Neder-over-Heembeek annexé par Laeken en compensation de terrains perdus pour l'extension maritime de Bruxelles en 1897. Il est séparé du reste de Laeken par le domaine royal. On y trouve les musées d’Extrême-Orient de Bruxelles.
L'église du Mutsaard est l'église du Christ-Roi, mais elle dépend de l'unité pastorale de Neder-Over-Heembeek.
Ce hameau a aussi la particularité d’avoir en son sein sur la commune de Grimbergen l’église des mormons de Belgique.

## Situation

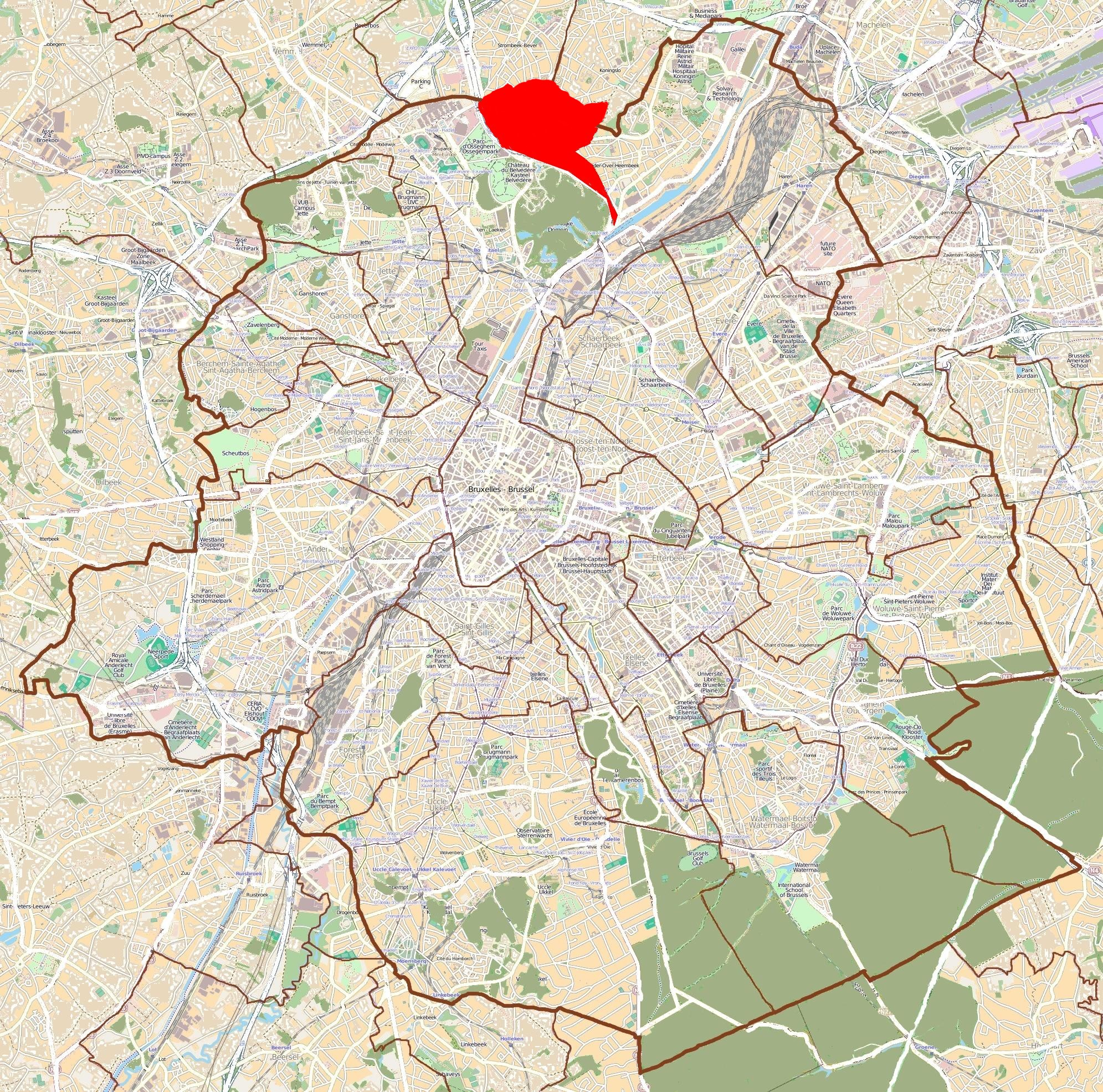
Carte du hameau du Mutsaard

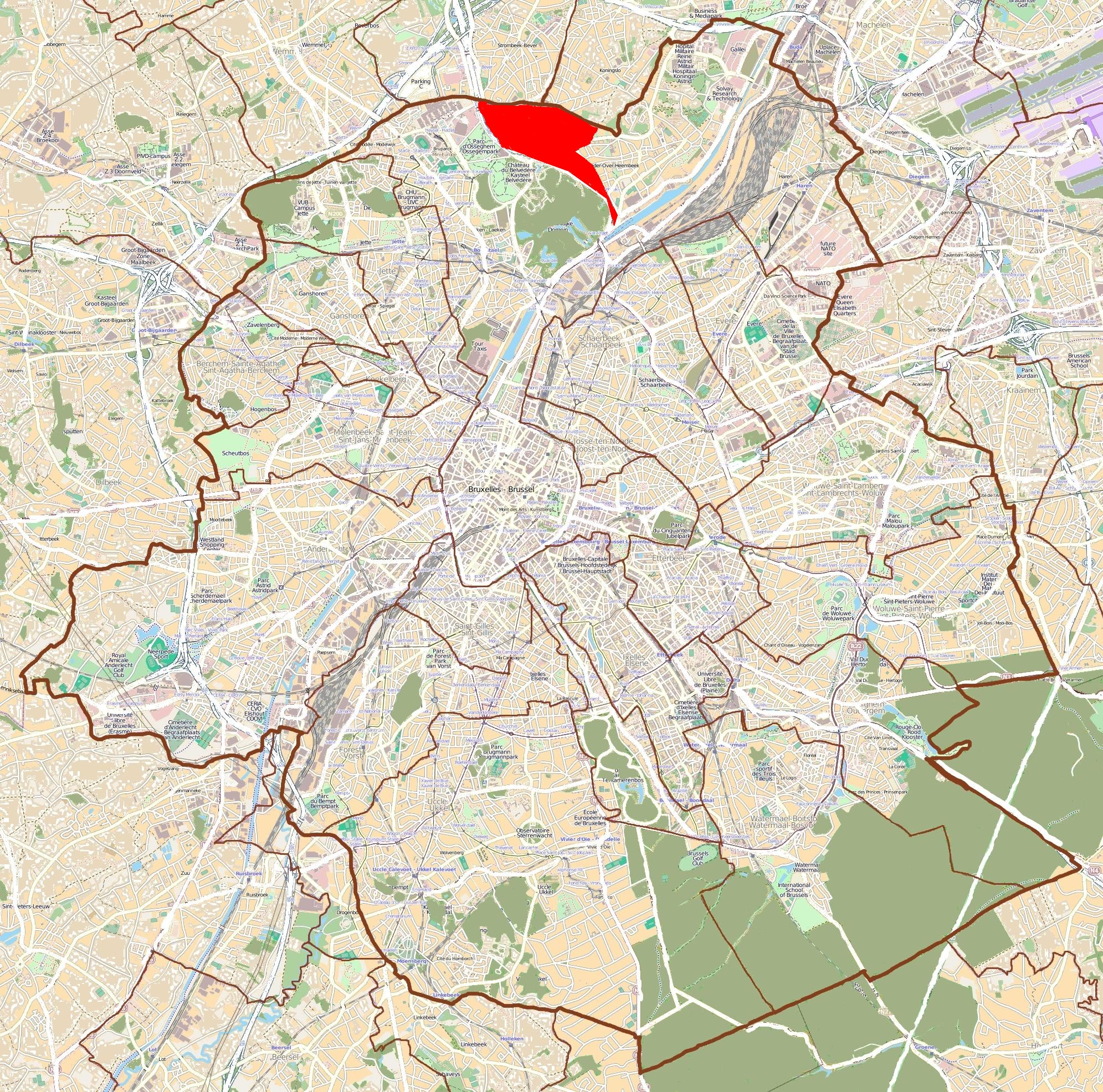
Carte du quartier Bruxellois du Mutsaard

Le quartier se trouve à la frontière de 4 anciennes communes : Laeken (Ville de Bruxelles), Neder-over-Heembeek (Ville de Bruxelles), Vilvorde et Strombeek (Grimbergen).
Bien que ne faisant plus partie de Neder-over-Heembeek, le hameau entretient des relations importantes avec celui-ci. Au niveau commercial, par exemple il n’y a plus de poste à Neder-over-Heembeek, la poste commune se trouve au Mutsaard. Les deux forment également une seule unité paroissiale. De même la ville de Bruxelles, dans ces zones, considère souvent la zone Neder-over-Heembeek-Mutsaard que ce soit pour les zones de stationnement, zone environnementale . De plus Neder-over-Heembeek, n’ayant pas d’école secondaire, beaucoup d’élèves vont étudier dans les écoles secondaires du Mutsaard, que sont : Lycée Maria Assumpta, Maria Assumpta Lyceum, Jan-van-Ruusbroeckollege, Athénée des Pagodes et Institut Paul-Henri Spaak. L’histoire du hameau est fortement liée aux écoles qui ont permis à celui-ci d’attirer un grand nombre de personnes.

## Étymologie
Le nom « Mutsaard » vient du néerlandais et signifie « fagot ». Au 18e siècle, une auberge appelée Den Groenen Mutsaard (« le fagot vert ») a été construite à l'intersection des communes de Laeken, Neder-Over-Heembeek, Strombeek-Bever et Vilvorde, donnant ainsi son nom au hameau.
Auparavant, le hameau était connue sous le nom de Wannecouter, mentionné pour la première fois en 1297. En vieux néerlandais, wan signifiait « manquant » ou « vide », tandis que couter désignait les terres arables cultivées. Il est resté en usage jusqu'au 19e siècle et figure encore aujourd'hui sur les cartes cadastral en tant que lieu-dit à l'est du hameau (ainsi que pour désigner une avenue du hameau),.

## Histoire
À l’époque romaine déjà, la présence d’une chaussée romaine en ce lieu est attestée. Il faut attendre 1297 pour une des premières mentions datables, mais sous le nom de Wannecouter, qui est encore le nom d'une des rues principales du hameau actuellement. La première mention du Mutsaert date de 1724, c'est alors le nom d’une auberge. Et ce n’est qu’en 1770 que le hameau prend le nom du Mutsaert, même si en 1891 le nom Wannecouter était encore utilisé. Sur les plans cadastraux actuels Wannecouter se trouve encore dessus en tant que lieu-dit (et pas seulement en tant qu'avenue) et y désigne une partie du quartier du Mutsaard.
Sur le territoire actuel du hameau se trouvait en partie un autre hameau, aujourd'hui en grande partie détruit, celui de Hoogleest qui a été exproprié pour permettre à Léopold II :
- d'accroitre son domaine;
- de déplacer l'avenue Van Praet[11];
- de construire son tour du monde :  tour japonais, pavillon chinois.

On trouve encore l'indication Hoogleest sur les plans Girault Gilbert des années soixante et septante et sur les plans cadastraux actuels.
Depuis plusieurs siècles, la région du Mutsaard faisait partie d'Over-Heembeek, on y trouvait d'ailleurs le moulin à vent d'Over-Heembeek.
En 1837, Laeken annexe une première partie du hameau Mutsaard-Wannecouter,. En 1890, une seconde partie est également annexée, dont la région du moulin.
En 1897, à la suite de l'extension maritime de la Ville de Bruxelles, la commune de Laeken annexe une troisième partie de Neder-Over-Heembeek à l'est de la rue De Wand et du domaine royal (y compris une auberge au bord du canal), incluant maintenant la plus grande partie du Mutsaard dans Laeken. Ce qui explique également qu'au niveau de l'unité pastorale le Mutsaard dépende de Neder-Over-Heembeek et non de l'église Notre-Dame de Laeken.
Mais, c’est à la fin des années 1950 que le quartier va avoir son plus grand essor et transformer le petit hameau en un véritable quartier résidentiel, avec toutes ses facilités : écoles, magasins, etc.
La partie flamande du Mutsaard est assez bien francophone et fut concernée par le droit d'inscription dans le cadre du pacte d'Egmont tout comme ses voisines de Beauval et Strombeek-Bever.

## Rues du Mutsaard
Voici une liste des noms de rues du hameau. Les premières sont les noms des rues qui ont une certaine ancienneté dans le hameau.
| Toponymie                                       | Commune                           |
| ----------------------------------------------- | --------------------------------- |
| Place du Mutsaert                               | Bruxelles, Vilvorde et Grimbergen |
| Rue du Mutsaert                                 | Vilvorde                          |
| Avenue du Mutsaard                              | Bruxelles                         |
| Chaussée Romaine                                | Bruxelles, Vilvorde et Grimbergen |
| Allée des moutons                               | Bruxelles et Vilvorde             |
| Rue Sainte-Anne                                 | Grimbergen et Vilvorde            |
| Avenue Sainte-Anne                              | Grimbergen et Vilvorde            |
| Avenue Wannecouter                              | Bruxelles                         |
| Rue De Wand                                     | Bruxelles                         |
| Chemin des genêts                               | Bruxelles                         |
| Avenue des Pagodes                              | Bruxelles                         |
| Avenue des croix du feu                         | Bruxelles                         |
| Avenue Van Praet                                | Bruxelles                         |
| Avenue de l’Araucaria                           | Bruxelles                         |
| Avenue du Fusain                                | Bruxelles                         |
| Avenue du Frêne                                 | Bruxelles                         |
| Avenue Ferdauci                                 | Bruxelles                         |
| Avenue du Pois de Senteur                       | Bruxelles                         |
| Avenue des Buissonnets                          | Bruxelles                         |
| Avenue de la reine des près                     | Bruxelles                         |
| Avenue De Buysleiden                            | Bruxelles                         |
| Avenue de la Brise                              | Bruxelles                         |
| Avenue de l’Amphore                             | Bruxelles                         |
| Avenue Gustave Demanet                          | Bruxelles                         |
| Avenue de la Sarriette                          | Bruxelles                         |
| Drève des Saules                                | Bruxelles                         |
| Avenue Jean de Bologne                          | Bruxelles                         |
| Rue Paul Janson                                 | Bruxelles                         |
| Avenue de la Bugrane                            | Bruxelles                         |
| Neerleest                                       | Bruxelles                         |
| Avenue des Liserons                             | Bruxelles                         |
| Clos du Lodal                                   | Bruxelles                         |
| Avenue de la tour japonaise                     | Bruxelles                         |
| Avenue de l’Amarante                            | Bruxelles                         |
| Avenue de la croix rouge                        | Bruxelles                         |
| Avenue de Meysse                                | Bruxelles                         |
| Avenue de Berkendal                             | Vilvorde                          |
| Avenue du Parc (en néerlandais : Warandelaan)   | Vilvorde                          |
| Avenue du Heysel                                | Vilvorde                          |
| Rue du château (en néerlandais : Kasteelstraat) | Grimbergen                        |

## Frontière
En son centre le hameau est coupé par la frontière entre les 3 communes : celle-ci suit la chaussée romaine, passe par la place du Mutsaard, qu'elle coupe en trois, et puis suit l'ancien chemin des moutons (Schapenweg).
Étant un hameau, il n'a pas de frontière claire mais la partie bruxelloise elle peut avoir une frontière beaucoup plus précise :
- soit en se référant au code postal, le Mutsaard étant la partie de zone 1020 à l'ouest du domaine royal de Laeken : 
  - La limite entre Neder-over-Heembeek et Mutsaard se fait par l'avenue de la tour japonaise, puis l'ancienne portion de l'avenue de la sarriette qui est maintenant au sein du complexe de l'école des pagodes, puis suit le chemin des genêts dont il ne reste qu'une minuscule partie sur l'avenue de Beyseghem mais qui longeait l'actuelle avenue des pagodes, ce qui explique pourquoi les deux versants de l'avenue des Pagodes sont sur Laeken sur une grande majorité du tronçon.
  - La limite avec le reste de Laeken se fait par l'avenue Van Praet et l'avenue de Meysse.
- soit en se réferrant au monitoring des quartiers[18] : 
  - La limite entre Neder-over-Heembeek et Mutsaard se fait  alors par l'avenue de la tour japonaise, l'avenue roi Albert et la rue Warrandeveld.
  - La limite avec le reste de Laeken se fait par l'avenue des croix du feu et l'avenue de Meysse.

La deuxième définition rend le quartier légèrement plus grand.

## Musées d'Extrême-Orient et fontaine de Neptune

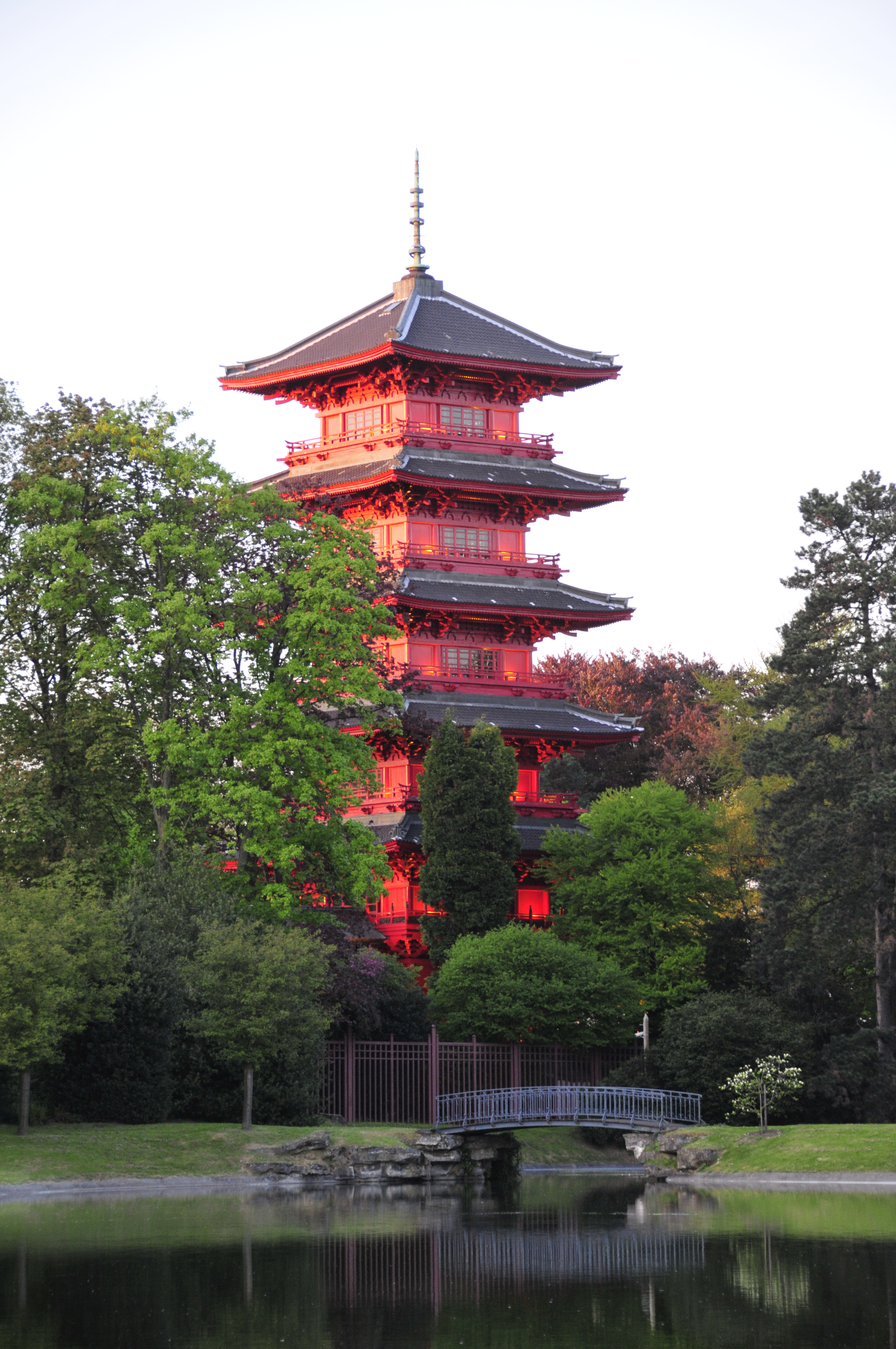
Tour japonaise

C’est dans ce quartier de Laeken que se trouve 3 monuments important que sont la tour japonaise, le pavillon chinois et la copie de la statue de Neptune de Jean de Bologne. Ces trois monuments ont donné des noms de rues au quartier. Ces trois monuments ont été construits par Léopold II dans le cadre d'un tour du monde qu'il voulait créer près de son palais. Les deux premiers forment le Musées d’Extrême-Orient.

### Musées d'Extrême-Orient

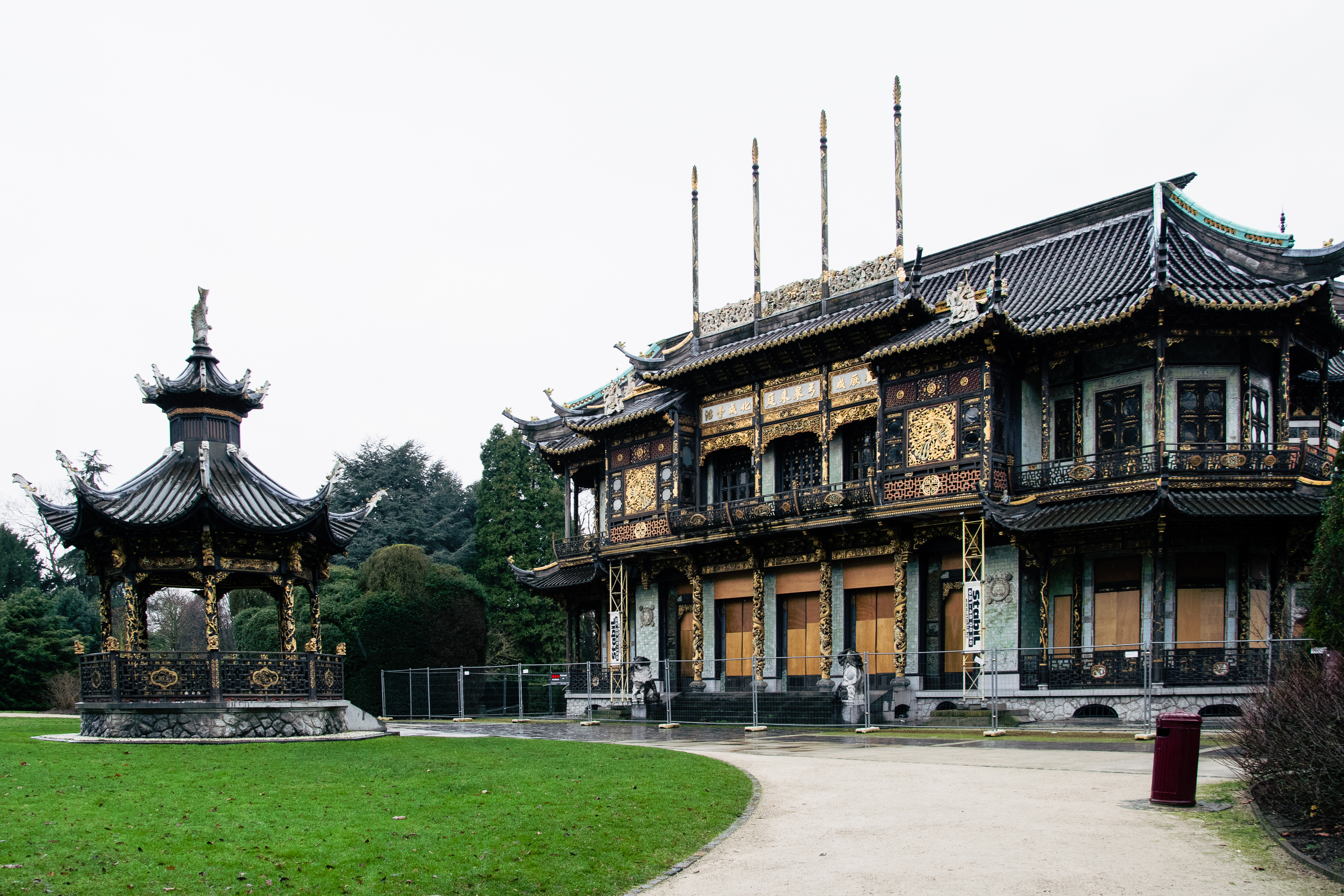
Pavillon chinois

Il y a deux monuments principaux : la tour japonaise et le pavillon chinois. Ceux-ci sont pour le moment fermés en attente d'une rénovation.

### Fontaine de Neptune

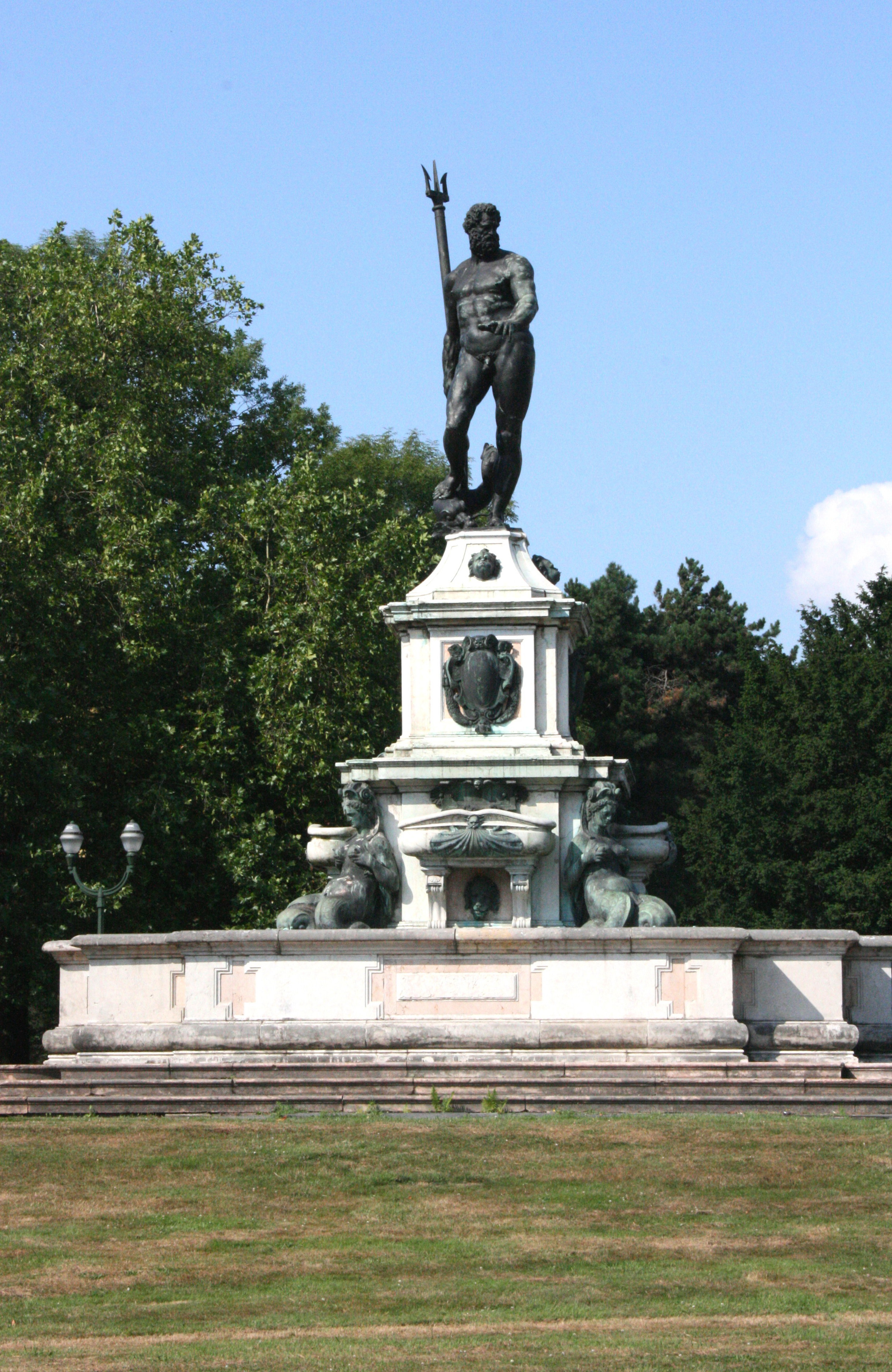
Fontaine de Neptune

C'est une copie de la statue de Neptune de Jean de Bologne datant de 1563 dans la ville du même nom. Elle a été construite en 1903. À partir de 1965, elle a arrêté de couler à cause de son état de délabrement.
La fontaine de Neptune a subi une rénovation en 2019, ce qui a permis à celle-ci de couler à nouveau.

## Gros Tilleul

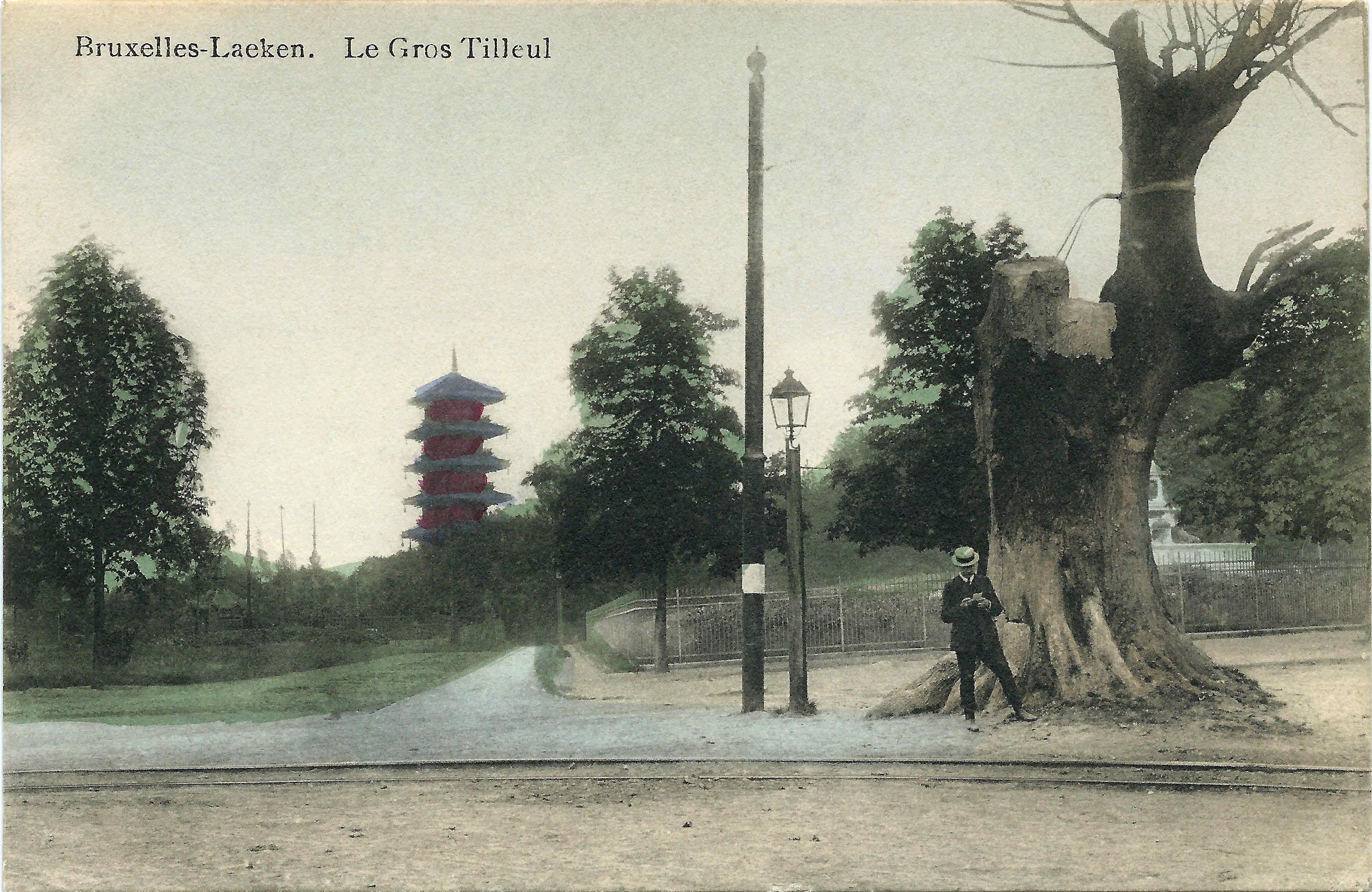
Le Gros Tilleul

Le Gros Tilleul - tilleul monumental et plusieurs fois centenaire qui croissait à proximité de la Fontaine de Neptune. Il a laissé son nom au lieu où il trônait.
Il a occupé cette place jusqu'au début du XXe siècle.

## Paroisse du Christ-Roi
C’est le 25 novembre 1926 que le hameau fut officiellement muni d’une paroisse propre : la paroisse du Christ-Roi. L'église actuelle date de 1982. C’est autour de cette paroisse que vont se construire les deux écoles primaires du Christ-roi et Maria Assumpta. L’une pour les garçons, l’autre pour les filles.

## Comité de quartier
Ce quartier a un comité de quartier : De Wand Pagodes-n. Le but de ce comité est de créer un lieu où les habitants peuvent s'investir dans de nombreux projets portés par le comité ainsi qu'avec partenariats avec les centres culturels : Gemeentschacentrum Heembeek-Mutsaard et la Maison de la Création NOH pour dynamiser le quartier.

## Marché
À partir du premier septembre 2017, un marché a lieu au croisement de la rue De Wand et de l'avenue Wannecouter, tous les vendredis de 14h à 19h.

## Shopping De Wand
Le quartier De Wand compte plus de 80 enseignes de magasins alimentaires, de services, vêtements, restaurants, etc. L'ensemble des commerçants forment un comité anciennement appelé Comité des commerçants De Wand Center. Depuis 2006 l'appellation Shopping De Wand est né.

## Patrimoine
On y trouve : 
- Les Appartements Vincent inscrit dans l'inventaire du patrimoine architectural de la Région de Bruxelles-Capitale depuis 1994.